# 第二代什魯斯伯里伯爵蒙哥馬利的休
第二代什鲁斯伯里伯爵蒙哥马利的休（死于1098年），是一位盎格鲁-诺曼贵族。

## 世系
他是第一代什鲁斯伯里伯爵蒙哥马利的罗杰和贝莱姆的梅布尔第二个存活下来的儿子。作为后征服时代中第一代的典型，在他的哥哥贝莱姆的罗贝尔（第三代什鲁斯伯里伯爵）继承了父亲在大陆的地产的同时，休继承了他父亲大部分的英国地产。

## 威尔士战争
在休的四年伯爵生涯期间，他将大部分时间花在了对抗威尔士的“威尔士进军”上。1098年，休联合第一代切斯特伯爵休·德·阿夫朗什（Hugh d'Avranches）,试图收回于1094年的威尔士反抗中在切斯特的休手中失陷的安格尔西（Anglesey）。
休在一次抵抗挪威国王赤脚马格纳斯奇袭的作战中，据说是在梅奈海峡的最东端，被马格纳斯亲自用箭射杀。

## 继承
休没有结婚，他在当时很可能打算让他的弟弟蒙哥马利的阿努尔夫作为自己的继承人，最终他的财产被他的哥哥罗贝尔继承。
| 英格蘭貴族爵位          | 英格蘭貴族爵位           | 英格蘭貴族爵位        |
| ----------------------- | ------------------------ | --------------------- |
| 前任： 罗杰·德·蒙哥马利 | 什鲁斯伯里伯爵 1094–1098 | 繼任： 贝莱姆的罗贝尔 |